# Надгробни споменик композитора Мите Топаловића
Надгробни споменик композитора Мите Топаловића налази се на Православном гробљу у Панчеву, парцела бр. 7, други ред и представља непокретно културно добро као споменик културе.
Споменик је израђен од сивог мермера, у облику зарубљене пирамиде. На њему је кратак натпис: „Гробница Мите и Марије Топаловић“. Мита Топаловић је био познати панчевачки композитор. Живео је у времену између 1849—1912. године. Као питомац Српске православне црквене општине студирао је музику у Прагу. По повратку у Панчево, почев од 1873. па све до краја свог живота, био је хоровођа Српског црквеног певачког друштва и наставник музике у Српској вишој девојачкој школи у Панчеву. Значајан је и као композитор црквених песама обрађених за хорско певање.